# John Mason Clarke
John Mason Clarke (25 de abril de 1857 – 29 de mayo de 1925) fue un botánico, profesor, geólogo y paleontólogo estadounidense.

## Biografía
Aborigen de Canandaigua Estado de Nueva York, quinto de seis hijos de Noah Turner Clarke y de Laura Mason Merrill, concurrió a la Canandaigua Academy donde su padre era maestro y director. En 1873 se matriculó en Amherst College, donde se graduó con una licenciatura en 1877. Regresó a Canandaigua Academy y sirvió como instructor en varios temas. En 1879-1880 trabajó como asistente de  Benjamin K. Emerson en Amherst, y luego enseñó en la Utica Academia libre durante 1880-1881. Esto fue seguido por el trabajo como instructor en la Universidad Smith 1881-1882, donde fue nombrado profesor. Durante su segundo año en la Smith, se publicaron sus tres primeros trabajos científicos, en relación con los artrópodos.
Fue en este punto que viajó a Universidad de Gotinga en 1883, donde esperaba estudiar para un doctorado que comenzó. Sin embargo, una acusación de heterodoxia por el rector de la Universidad Smith condujo a la terminación de sus servicios allí. Como consecuencia de ello, regresó a los Estados Unidos, donde reanudó su carrera docente en el Massachusetts Agricultural College durante 1884-1885. Sin trabajo, continuó el estudio del Devónico Superior, que espera que se utilizará para su disertación de tesis. En enero de 1886 se convirtió en ayudante del paleontólogo James Hall en el New York State Museum of Natural History en Albany. Continuaría una asociación con el Museo por el resto de su carrera.

### Paleontología y geología
Se casó con su primera esposa, Emma Juel Sill, el 29 de septiembre de 1887; la pareja tendría un hijo, Noah T. Clarke. En 1894, fue nombrado profesor de Geología y Mineralogía en Rensselaer Polytechnic Institute.
Se casó con su segunda esposa, Fannie V. Bosler, en 1895. Tras la muerte de James Hall en 1898, Clarke fue nombrado paleontólogo del Estado de Nueva York, y puesto a cargo de un estudio geológico de Nueva York. En 1904 se convirtió en geólogo y paleontólogo estadual, director del Museo Estatal y Director de la División de Población del Departamento de Didáctica de las Ciencias.
Murió en 1925 en Albany, Nueva York. Le sobreviven su esposa Fannie e hijo Noah.

## Obra
Durante su carrera publicó 452 títulos, de los cuales alrededor de 300 se encuentran en el tema de la geología y la paleontología.

### Algunas publicaciones
- Die Fauna des Iberger Kalkes, Neues Jahrbuch Mineralogie, Geologie und Paläontologie. Beilage 3, 1884, 316–411

- con Hall. Devonian Crustacea, 1888

- The Hercynian question, 1889, 1891

- con Hall. An Introduction to the Study of the Genera of Paleozoic Brachiopoda 1892/94

- con Hall. A Memoir on the Paleozoic Reticulate Sponges constituting the Family Dictyospongidse, 1898/99

- The stratigraphic and faunal relations of Oneonta, Ithaca and Portage Groups in Central New York 1897

- The paleozoic faunas of Pará, Brazil, Albany 1900

- con Rudolf Ruedemann. The Eurypterida of New York, Albany 1912

- con Leonidas Chalmers Glenn, Charles Butts. Devonic and Carbonic formations of southwestern New York. Albany, Univ. of the State of New York, 1903

- The Naples fauna in western New York, Albany, Univ. of the State of New York, 1904

- Early Devonic History of New York and Eastern North America 1908-1909

- The heart of Gaspé; sketches in the gulf of St. Lawrence, by John Mason Clarke; con ilustraciones, Macmillan 1913

- The philosophy of geology and the order of the state 1917. Presidencia de Geological Society

- Organic dependence and disease: their origin and significance, Yale Univ. Press 1921

- James Hall of Albany, geologist and palaeontologist, Albany 1923

- L´ile Percée, the Final of the St. Lawrence, or Gaspé flaneries, 1923

## Honores
- Galardonado con seis doctorados honoris causa y recibió ofertas de cuatro universidades para presidir sus departamentos de geología.[1]

- John Mason Clarke 1877 Fellowship  se estableció por su hijo Noah para proporcionar ingresos para estudios de posgrado en geología y paleontología.[7]

- 1908: nombrado el primer presidente de la Sociedad Paleontológica,[6]

- 1909: vicepresidente de la Sociedad Geológica de América, y su presidente en 1916.[1]

### Eponimia
- Tres géneros y 42 especies fueron nombrados en su honor.

- La abreviatura «J.M.Clarke» se emplea para indicar a John Mason Clarke como autoridad en la descripción y clasificación científica de los vegetales.[8]